# Бисич, Тахир
Тахир Бисич (босн. Tahir Bisić; 29 апреля 1981) — боснийский горнолыжник, участник Олимпийских игр 2002 года.

## Биография
Участник клуба «Железничар». На Олимпийских играх в Солт-Лейк-Сити выступал в слаломе, гигантском слаломе и комбинации. Участник чемпионатов мира (слалом, 1999 и 2001 годы).
Бронзовый призёр юношеского чемпионата США 2000 года (Шугарлоуф, Мэн, супергигант). Победитель соревнований по супергиганту в Уинтер-Парке и Брекенридже (оба — Колорадо, США) в январе 1999 и апреле 2000 года, призёр соревнований в гигантском слаломе в Уинтер-Парке (январь 1999) и Аспене (Колорадо, март 2002).